# Sankofa Djinns
Sankofa Djinns (Djinns von Sankofa) ist eine ivorische Musikgruppe aus Abidjan, die zur Expo 2000 nach Hannover eingeladen wurde.

## Bandgeschichte

### Expo 2000
Das Projekt Papmaaf („Promotion der afrikanischen Künste und Musik“, aus frz. „Project pour la Promotion de la Musique et des Arts Africains“) wurde ins Leben gerufen, um möglichst vielen Mitgliedern die Chance zu bieten, in der Elfenbeinküste ihrer künstlerischen Leidenschaft nachzugehen, für die im Allgemeinen keine öffentliche Förderung zur Verfügung steht. Nach dem Gewinn eines großen Musikfestivals in Ghana wurde diese westafrikanische Gruppe mit 30 Mitgliedern zur Expo 2000 eingeladen. Neben der Teilnahme an der Expo-Eröffnung und er Expo-Abschiedszeremonie sowie weiteren Expo-Aktionstagen war Sankofa Djinns unter dem „Papmaaf“ im Sommer 2000 in der ZDF-Sendung ZDF-Fernsehgarten zu sehen.

### Unterkunft während der Expo
Während der offiziellen Eröffnungsfeier der Expo 2000 vom 1. Juni bis zum 5. Juni war die Gruppe in dem Jugendcamp der Expo 2000 mit einer Reihe weiterer Künstlergruppen untergebracht, unter anderen aus Brasilien, Australien, Südkorea und Französisch-Polynesien. Die Abende in dem Jugendcamp waren durch musikalische und tänzerische Verständigung der Kontinente geprägt.
Nach der Eröffnungsfeier fanden Sankofa Djinns im westfälischen Minden eine Bleibe, wo sie in einer Unterkunft von Diakonissen in der Minderheide Raum für ihre künstlerischen Proben hatten.

### Nach der Expo
Nach dem Ende der Expo trennte sich die Gruppe: Einige Mitglieder blieben als Immigranten in Deutschland oder Frankreich, ein weiter Teil kehrte jedoch in die Elfenbeinküste zurück, darunter der Frontsänger, Evince Loba. Dieser Kern der Gruppe versucht weiterhin, Musiker und Tänzer zu motivieren, um das Projekt Papmaaf am Leben zu halten. Einige Mitglieder hatten sich neu in Oldenburg zu einer Gruppe namens Ramadia zusammengeschlossen und traten unter anderem auf der Internationalen Gartenschau 2003 in Rostock auf.
Durch den Bürgerkrieg, der in der Elfenbeinküste 2002 anfing, hat sich die ökonomische Situation rapide verschlechtert. Dadurch, dass es zu Vertreibungen im Norden kam, flohen viele Menschen in die Wirtschaftsmetropole Abidjan. Es gab weniger Auftrittsmöglichkeiten und die gemeinsam genutzte Unterkunft in Abidjan musste aufgegeben werden. Darüber hinaus war es nicht mehr möglich die Verpflegung zentral zu organisieren, sodass das Musik- und Kulturprojekt, das sich entwickelt hatte, auseinanderbrach. Heute besteht die Gruppe aus Mitgliedern, die jedoch nicht mehr zentral zusammenleben. Evince Loba als Kopf der Gruppe hat unter dem Künstlernamen Dino Malachie 2004 in Elfenbeinküste ein Album veröffentlicht, das Veränderungen einiger der alten Titel von Sankofa Djinns, aber auch neue Titel beinhaltet.

## Stil
Eine Besonderheit der Gruppe ist, dass sie sich nicht auf eine bestimmte Gruppe von Liedern oder ethnischen Gruppen beschränkt, sondern dass ihre Mitglieder aus den unterschiedlichsten Ethnien der Elfenbeinküste kamen und sie Lieder in unterschiedlichen afrikanischen Sprachen singen. Die Variationen reichten vom muslimischen Norden bis zu Perkussion aus dem ivorischen Süden.

## Diskografie
- 2000: Sankofa Djinns
- 2004: Hypocrites (unter dem Namen „Dino Malachie et Sankofa Djinns“)